# Maher Ben Dhia
Maher Ben Dhia, né le 15 juillet 1967 à Sfax, est un homme politique tunisien.

## Biographie

### Carrière professionnelle
Maher Ben Dhia est diplômé d'une licence en droit au Maroc en 1990, puis d'une maîtrise de l'Institut supérieur de la magistrature en 1993 et du certificat d'aptitude à la profession d'avocat en Tunisie la même année. Il devient chef du service contentieux de la Société tunisienne d'assurances et de réassurances en 1990, puis juge adjoint au procureur général en 1993 et juge au tribunal de première instance de Monastir en 1994.
Il est avocat auprès de la Cour de cassation de Monastir.

### Carrière politique
Président du Sporting Club de Moknine, il occupe le poste de secrétaire général de l'Union patriotique libre, parti présidé par Slim Riahi, également président du Club africain. Le 6 février 2015, il est désigné ministre de la Jeunesse et des Sports au sein du gouvernement Habib Essid. Sa nomination est critiquée par de nombreux présidents d'autres clubs de football, estimant qu'il « risque de ne pas être neutre ».
En mars 2017, il est annoncé qu'il a rejoint le parti Nidaa Tounes.